# Horní město

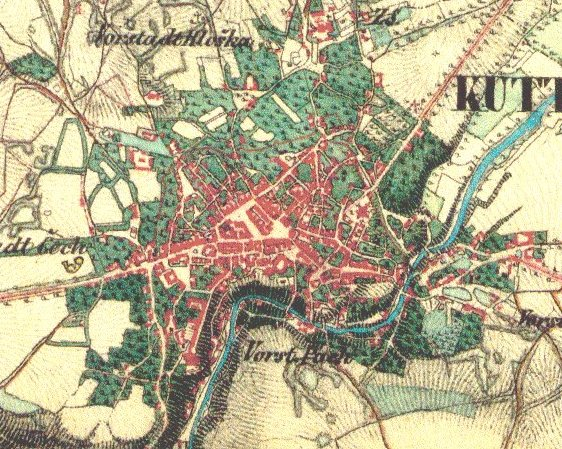
Půdorys Kutné hory – výřez historické mapy

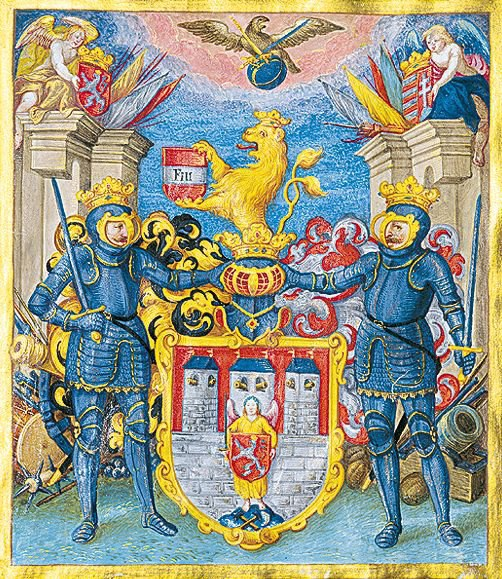
Zkřížená kladívka a srpek měsíce (pod ochranným andělem) ve znaku Českých Budějovic z roku 1648 (s obměnami používaným do roku 1965)

Horní město (královské horní město) je obecné historické označení měst vzniklých v místech těžby drahých kovů. Horní města podléhala přímo panovníkovi, neboť výnosy z těžby drahých kovů byly jeho hlavním příjmem. Jednalo se tedy o specifickou variantu královských měst.

## Urbanismus horních měst
Horní města měla, a některá z nich doposud mají, specifický urbanismus. Často totiž nebyla vysazována na pravidelném rastru ulic s čtvercovým či obdélným náměstím, ale podél cest k jednotlivým štolám, takže působí dojmem rostlých sídel. Jejich půdorys je proto dnes někdy mylně chápán jako poněkud chaoticky utvářený. Příkladem je půdorys Kutné Hory. V bývalých horních městech jsou často dochovány velmi náročně řešené měšťanské domy, například Kamenný dům v Kutné Hoře, velice nákladně vybavené radnice, kostely atp.
Nejvýznamnějším horním městem Čech byla Kutná Hora, do jehož Vlašského dvora byla po mincovní reformě Václava II. soustředěna veškerá ražba mincí. Údajně nejstarším horním městem byla Jihlava. Velmi důležitou roli hrály i rudné doly v Příbrami ze 14. století, kde se těžilo především stříbro a olovo.

## Názvy a znaky
Bývalá horní města lze často dodnes identifikovat podle jejich názvu. Zpravidla se v něm objevuje slovo hora (Kutná Hora, Hora Svatého Šebestiána, Hora Svaté Kateřiny) či hory (Zlaté Hory, Stříbrné Hory, Kašperské Hory, Hory Matky Boží), případně horní (Horní Slavkov, Horní Blatná, Horní Město). V tomto případě je však nutné odlišit města a obce, která jsou „horní“ pouze svou polohou, například Horní Planá, Horní Stropnice. V těchto případech je ovšem adjektivum „horní“ téměř vždy mladším rozlišovacím doplňkem původního jednoslovného názvu. Těžbu drahých kovů může název vyjadřovat i jinak (Stříbro, Zlaté Hory, Stříbrné Hory).
V německých názvech se často vyskytuje část –berg (Freiberg).
Velice často identifikují bývalá horní města vyobrazení zkříženého kladívka a mlátku v městském znaku (např. Rudolfov), případně i heraldická figura nerostné suroviny (např. měsíc jako symbol stříbra v tzv. velkém znaku Českých Budějovic z roku 1648, které se zde těžilo od 13.–14. století). Naopak příkladem bývalého horního města, které neidentifikuje název ani znak je například Jílové u Prahy či Jihlava.

## Horní města na území Česka
- Abertamy
- Adamov u Českých Budějovic
- Boží Dar
- Branná
- Březové Hory
- Cínovec
- České Budějovice
- Český Krumlov
- Hartmanice
- Havlíčkův Brod
- Hora Svatého Šebestiána
- Hora Svaté Kateřiny
- Horní Blatná
- Horní Město
- Horní Slavkov
- Hory Matky Boží
- Hrob
- Hroznětín
- Hůrky (Nová Bystřice)
- Jáchymov
- Janov u Krnova
- Jemnice
- Jihlava
- Jílové u Prahy
- Jindřichovice (okres Sokolov)
- Jiřetín pod Jedlovou
- Kaňk
- Kašperské Hory
- Krajková
- Kraslice (okres Sokolov)
- Krásná Hora nad Vltavou
- Krásno
- Krupka
- Kutná Hora
- Lauterbach (Čistá)
- Loučná pod Klínovcem
- Měděnec
- Mikulov (okres Teplice)
- Místo
- Nejdek
- Nové Město pod Smrkem
- Nový Knín
- Oloví
- Pernink
- Planá u Mariánských Lázní
- Přebuz
- Příbram
- Přísečnice
- Ratibořské Hory
- Rejštejn
- Rudolfov
- Staré Město pod Sněžníkem
- Stříbrné Hory
- Stříbro (okres Tachov)
- Svoboda nad Úpou
- Vejprty
- Výsluní
- Vodňany
- Vrchlabí
- Zlaté Hory

## Horní města v zahraničí

### Slovensko
- Kremnica
- Banská Štiavnica
- Banská Bystrica
- Gelnica
- Smolník
- Spišská Nová Ves

### Německo (výběr)
Sasko
- Freiberg
- Schneeberg
- Annaberg
- Marienberg
- Altenberg
- Eibenstock
- Johanngeorgenstadt
- Schwarzenberg

Harz
- Clausthal
- Zellerfeld
- Sankt Andreasberg
- Grund
- Lautenthal
- Wildemann
- Altenau

### Rumunsko
Sedmihradsko
- Baia Mare
- Baia Sprie
- Baia de Arieș

Banat
- Oravița

### Polsko
Slezsko
- Miasteczko Śląskie
- Złotoryja
- Tarnowskie Góry

Malopolsko
- Olkusz
- Wieliczka (solné doly)
- Bochnia (solné doly)

### Rakousko
- Schwaz
- Brixlegg
- Kitzbühel
- Rauris
- Eisenerz
- Rottenmann

### Maďarsko
- Rudabánya
- Telkibánya

### Itálie
- Massa Marittima
- Trento

### Norsko
- Kongsberg
- Røros